# Tom Sestito
Tom Sestito, född 28 september 1987, är en amerikansk före detta professionell ishockeyspelare.
Han har tidigare spelat på NHL-nivå för Pittsburgh Penguins Vancouver Canucks, Philadelphia Flyers och Columbus Blue Jackets, Philadelphia Flyers och Vancouver Canucks och på lägre nivåer för Wilkes-Barre/Scranton Penguins, Utica Comets, Adirondack Phantoms, Springfield Falcons och Syracuse Crunch i AHL samt Plymouth Whalers i OHL.
Sestito draftades i tredje rundan i 2006 års draft av Columbus Blue Jackets som 85:e spelare totalt.
Den 6 september 2018 meddelade han att han avslutar sin karriär.